# Астрильд ангольський
Астри́льд ангольський (Coccopygia bocagei) — вид горобцеподібних птахів родини астрильдових (Estrildidae). Ендемік Анголи. Вид названий на честь португальського натураліста Жозе Вісенте Барбози ду Бокаже.

## Опис
Довжина птаха становить 10 см. Голова сіра, горло біле, нижня частина тіла світло-сіра. Спина сіра, крила сірувато-оливково-зелені, надхвістя оранжево-червоне, хвіст чорний. Очі карі, дзьоб зверху чорний, знизу жовтувато-оранжевий, лапи тілесного кольору. У самців голова більш темна, на щоках чорні плями.

## Поширення і екологія
Ангольські астрильди мешкають на заході Анголи, від південного заходу Маланже до півночі Намібе і північного заходу Уїли. Вони живуть в чагарникових заростях і на сухих луках. Зустрічаються невеликими сімейними зграйками до 15 птахів, на висоті до 2400 м над рівнем моря. Живляться насінням трав, іноді також ягодами і дрібними безхребетними.